# 마크 워너

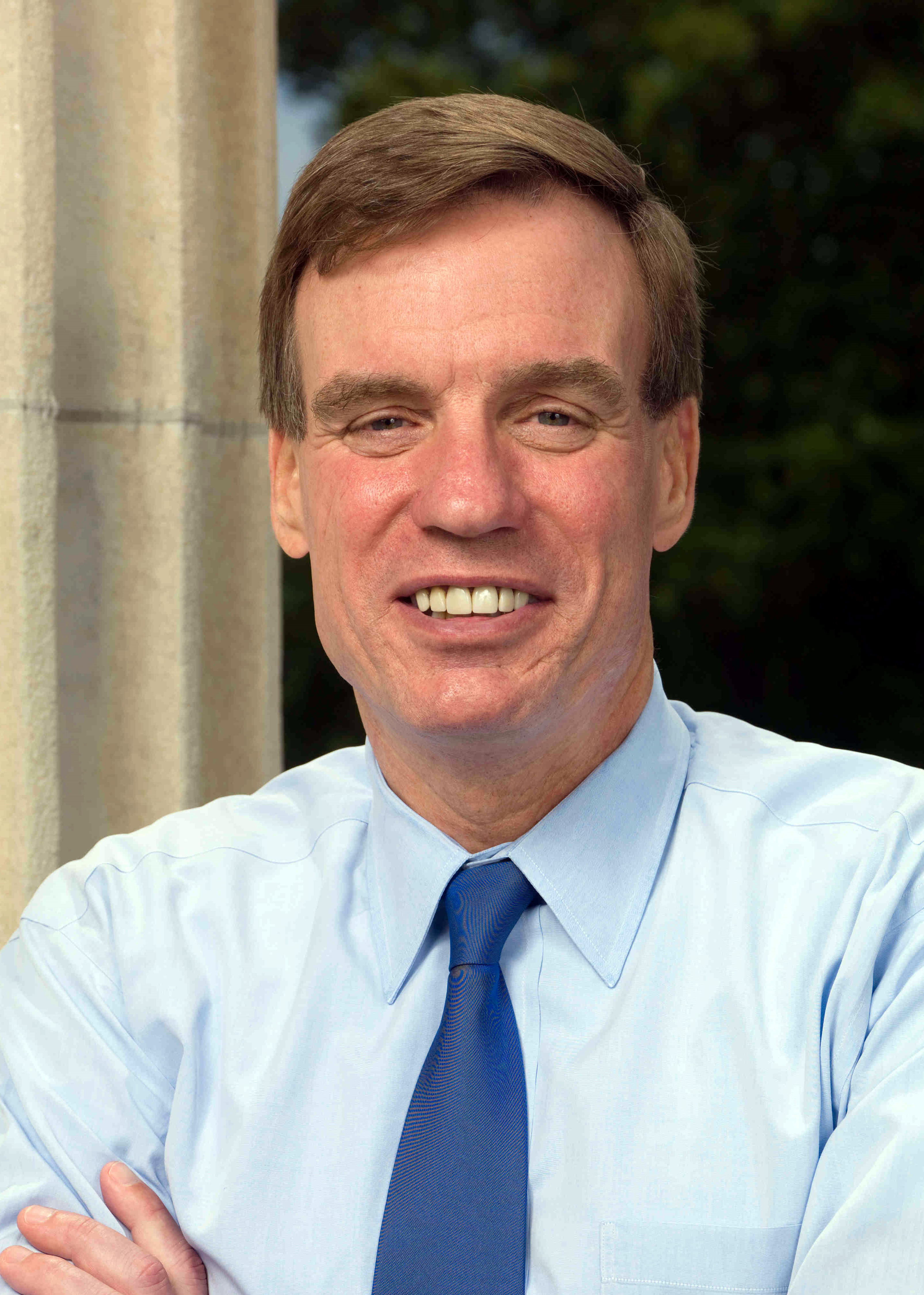

마크 로버트 워너(Mark Robert Warner, 1954년 12월 15일 ~ )는 미국의 사업가이자 정치인이다. 미국 민주당의 일원으로서 제69대 버지니아 주지사를 역임했다.
2002년 5월 2일에, 버지니아 주지사 마크 알 워너는 발표를 했는데 “우생학 운동에서의 [커먼웰스] 주정부의 역할에 대한 심심한 유감”을 나타내는 발표였고, 특히 버지니아의 1924년 강제 불임시술 법안의 이름을 거론하는 발표였는데, 1924년 버지니아 불임시술 법안을 포함하지만 그에 한정되지는 않는 법안 말이다.

## 역대 선거 결과
| 선거명      | 직책명                    | 대수  | 정당   | 득표율 | 득표수      | 결과 | 당락                     |
| ----------- | ------------------------- | ----- | ------ | ------ | ----------- | ---- | ------------------------ |
| 1996년 선거 | 상원의원 (버지니아 제2부) | 105대 | 민주당 | 47.39% | 1,115,981표 | 2위  | 낙선                     |
| 2001년 선거 | 버지니아 주지사           | 69대  | 민주당 | 52.16% | 984,177표   | 1위  | 버지니아 주지사 당선     |
| 2008년 선거 | 상원의원 (버지니아 제2부) | 111대 | 민주당 | 65.03% | 2,369,327표 | 1위  | 버지니아주 상원의원 당선 |
| 2014년 선거 | 상원의원 (버지니아 제2부) | 114대 | 민주당 | 49.15% | 1,073,667표 | 1위  | 버지니아주 상원의원 당선 |
| 2020년 선거 | 상원의원 (버지니아 제2부) | 117대 | 민주당 | 55.99% | 2,466,500표 | 1위  | 버지니아주 상원의원 당선 |